# ادی بووینگتون
ادی بووینگتون (انگلیسی: Eddie Bovington؛ زادهٔ ۲۳ آوریل ۱۹۴۱) بازیکن فوتبال اهل بریتانیا است.
از باشگاه‌هایی که در آن بازی کرده‌است می‌توان به باشگاه فوتبال وستهام یونایتد اشاره کرد.